# رضا عبدالعال
رضا عبدالعال (عربی: رضا عبد العال؛ زادهٔ ۱۵ مارس ۱۹۶۵) بازیکن فوتبال اهل مصر است.
از باشگاه‌هایی که در آن بازی کرده‌است می‌توان به باشگاه ورزشی زمالک، باشگاه ورزشی الاهلی مصر، و تیم ملی فوتبال مصر اشاره کرد.
وی همچنین در تیم ملی فوتبال مصر بازی کرده‌است.